# Бискайколореак
Бискайколореак (баск. Bizkaikoloreak) — шоссейная многодневная велогонка, проходящая по территории Испании с 2020 года.

## История
Гонка была создана в 2020 году и сразу вошла в календарь Кубка наций среди юниорок UCI.
Маршрут гонки проходит в провинции Бискайя автономного сообщества Страна Басков. Он состоит из двух этапов в окрестностях Юрреты и Абадьяно. Протяжённость этапов составляет в районе 60 км, которые включают несколько подъёмов протяжённостью 4-5 км со средним градиентом 5%.

## Призёры
| Год  | Победитель    | Второй              | Третий            |
| ---- | ------------- | ------------------- | ----------------- |
| 2020 | Инес Кантера  | Идоя Эрасо          | Марина Гарау Рока |
| 2021 | Мийнтье Гёртс | Анна ван дер Мейден | Юлия Копецки      |
| 2022 | Нинке Винке   | Ализе Риго          | Эглантин Райе     |
| 2023 | Жули Бего     | Кэт Фергюсон        | Селия Гар         |